# Rafael Méndez
Rafael Méndez (* 1904; † 1982) war ein bolivianischer Fußballspieler.

## Karriere
Mit der Nationalmannschaft Boliviens nahm der Angreifer am Campeonato Sudamericano 1926 teil. Méndez wurde in allen vier Partien gegen Chile (1:7), Argentinien (0:5), Paraguay (1:6) und Uruguay (0:6) eingesetzt. Bei der Campeonato Sudamericano 1927 lief der Bolivianer bei drei weiteren Spielen gegen Argentinien (1:7), Uruguay (0:9) und Peru (2:3) für die Nationalmannschaft auf. Im Juli 1930 stand der Spieler von Universitario La Paz bei der ersten Weltmeisterschaft in Uruguay im Kader der Nationalmannschaft. Méndez kam unter Trainer Ulises Saucedo in beiden WM-Spielen gegen Jugoslawien (0:4) und Brasilien (0:4) zum Einsatz. Zwischen 1926 und 1930 wurde Méndez in den neun ersten Länderspielen der bolivianischen Nationalmannschaft eingesetzt.